# Korasion
Koordinaten: 36° 24′ 32″ N, 34° 4′ 35″ O

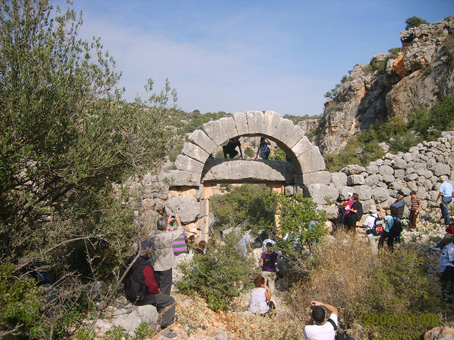
Ruinen von Korasion

Korasion (Κοράσιον) war eine römisch-frühbyzantinische Hafenstadt an der kleinasiatischen Mittelmeerküste zwischen Kilikien und Isaurien. Sie lag an der Stelle des heutigen Atakent im Landkreis Silifke der türkischen Provinz Mersin.

## Geschichte
Die Berghänge an der heute verlandeten natürlichen Hafenbucht waren schon in frührömischer Zeit besiedelt. Davon zeugen eine Erwähnung bei Artemidoros, überliefert bei Stephanos Byzantios, als Pseudokorasion und Funde von mittelkaiserzeitlichen Häusern. Die Besiedlung war jedoch nie zu einem Ort zusammengewachsen, möglicherweise verödete der Ort im 3. Jahrhundert wieder. Nach einer Bauinschrift am Osttor wurde die Stadt von Flavius Uranios, dem Statthalter der römischen Provinz Isauria, zwischen 367 und 375 n. Chr. in der Regierungszeit der Kaiser Valentinian I., Valens und Gratian neu gegründet. Der Ort hat nie den Status einer Polis erlangt, muss aber ausweislich zahlreicher gefundener Inschriften im 7. Jahrhundert zu einiger Bedeutung gekommen sein. Aus späterer Zeit gibt es keine archäologischen Zeugnisse mehr. Im 10. Jahrhundert wird der Ort unter dem Namen Q-rās-yah bei Ibn Chordadhbeh als in Ruinen liegend beschrieben. In späteren Erwähnungen wird der Ort als Ponta, Pharsipec oder Perşenti bezeichnet.

## Beschreibung
Die versandete ehemalige Hafenbucht von Korasion ist heute fast vollständig vom modernen Ort Atakent (früher Susanoğlu) überbaut und nur wenige Reste der antiken Bauten sind noch sichtbar. Der britische Kapitän Francis Beaufort, der im Auftrag der Admiralität in den Jahren 1811–12 die kilikische Küste erkundete, besuchte den Ort und überlieferte eine Kopie der Bauinschrift. Josef Keil und Adolf Wilhelm konnten Anfang des 20. Jahrhunderts noch eine Planaufnahme der Stadt vornehmen. Eine knapp unter einem Meter starke Mauer umschloss das etwa 100 Meter breite und 300 Meter tiefe Hafenbecken. Sie hatte vermutlich drei Tore, eines nach Korykos im Nordosten, ein nicht lokalisiertes nach Seleukia am Kalykadnos (Silifke) im Südwesten und eines nach Nordwesten ins Landesinnere, ins heutige Tal Yenibahçe Deresi nach Karakabaklı und Işıkkale. Im Nordosten des Ortes, wo der französische Reisende Victor Langlois im 19. Jahrhundert noch Bögen einer Wasserleitung vorfand, befand sich ein Bad. Im Westen standen zwei dreischiffige Basiliken, außerhalb des Ortsbereiches fanden sich Nekropolen mit Felsgräbern und freistehenden Sarkophagen, einzelne Häuser und eine Ölpresse.